# Vafio
Vafio je starodavno mesto v Lakoniji v Grčiji na desnem bregu reke Evrotas, približno pet kilometrov južno od Šparte. Znano je po svojem tolosu ali "panjasti" grobnici, ki jo je leta 1889 izkopal Hristos Tsuntas. Sestoji se iz pristopnega zidu, dolgega približno 97 metrov, ki vodi v obokano komoro premera okrog 33 metrov, na tleh katere je bil grob. 

## Arheološko odkritje
Najdbe iz grobnice so bile prenesene v Narodni arheološki muzej, Atene. Veliko je draguljev in ametistovih kroglic skupaj s predmeti v zlatu, srebru, bronu, železu, svincu, z jantarjem in kristali. Mnogo je pečatov in prstanov, ki so po slogu in vsebini močno podobni sodobni kretski gliptični umetnosti. J. T. Hookerju se je zdelo nemogoče ugotoviti, ali so bili lokalno narejeni ali uvoženi s Krete. Najboljši pridatek je par zlatih pokalov, okrašenih s prizori v reliefu, ki predstavljajo ulov divjih bikov z mrežo na eni strani in njihovo udomačitev (morda za igro skok čez bika, ki so jo poznali na Kreti) na drugi strani. To je morda najpopolnejše ohranjeno delo mikensko-minojske umetnosti. Sir Kenneth Clark je opazil, da so tudi na takem razvitem delu "ljudje nepomembni v primerjavi z nenavadnimi biki". Zdi se verjetno, da posodi iz Vafia ne predstavljata lokalne umetnosti, ampak sta bili uvoženi s Krete, ki je bila v zgodnjem obdobju daleč pred celinsko Grčijo v umetniškem razvoju. C. Michael Hogan ugotavlja, da podoba bika spominja na slike, ki so bile v palači Knosos na Kreti. Ellen Davis pa je trdno prepričan, da je bila vsaj ena posoda narejena v celinski Grčiji, saj se razlikujeta po sestavi in slogu, kar dokazuje, da je ena morda minojska in druga mikenska.
Grobnica, ki je verjetno pripadala ozemlju Amiklesa, ne Farisu, kot je običajno navedeno, je zdaj skoraj povsem uničena. 